# Акасі-Мару
Акасі-Мару (Akasi Maru) — транспортне судно, яке під час Другої світової війни брало участь у операціях японських збройних сил на Тихому океані.
Судно спорудили як SS War Simoon в 1918 році на британській верфі Irvine's Shipbuilding & Drydock у Вест-Гартлпулі на замовлення уряду в межах програми компенсації втрат під час Першої світової війни. Втім, війна швидко завершилась і у 1919-му судно продали компанії Hessler & Co. (Swift S.S. Co. Ltd), що перейменувала йога на SS Dibble Bridge. В 1921-му новим власником стала La Tunisienne Steamship, у флоті якої судно рахувалось під назвою SS Tunisia. Нарешті, в 1926-му корабель продали японській Shimatani Kisen, яка використовувала його як «Акасі-Мару» (до 1938-го використовували англомовну назву Akashi Maru, після чого уточнили її до Akasi Maru). В 1943-му судна Shimatani Kisen приєднали до флоту конгломерату Mitsui.
27 жовтня 1943-го судно перебувало у морі Банда за три з половиною сотні кілометрів на південний схід від Амбон, де було перехоплене та потоплене американським підводним човном USS Bluefish.